# L’Équipe (klasa jachtu)
L’Équipe – dwuosobowy jacht mieczowy. Został zaprojektowany przez Francuza Marc Laurent. W roku 1981 odbyły się pierwsze próby drewnianego prototypu.
Jego znakiem jest nazwa francuskiego dziennika sportowego  L’Équipe.
Monotypowa, dwuosobowa klasa jachtów dla dzieci w wieku od 10 do 15 lat. Wymóg monotypu dotyczy większości elementów konstrukcji łącznie z pojedynczymi okuciami. Jest to jedno z zasadniczych założeń konstruktora, który w ten sposób pragnął wyeliminować różnice sprzętowe wśród dzieci.
Łódź bardzo szybka, wyposażona w trapez, łatwo wchodząca w ślizg o konstrukcji i technice żeglowania zbliżonej do klas olimpijskich. Z wychowawczego punktu widzenia ważną zaletą klasy jest równomierny podział ról i odpowiedzialności pomiędzy załoganta i sternika.
Klasa ujęta w krajowym systemie rywalizacji sportowej.
Konkurencja L’Équipe Open do 15 lat (chłopcy i dziewczęta razem) jest rozgrywana w ramach Ogólnopolskiej Olimpiady Młodzieży.

## Wersje ożaglowania
Pierwotnie jacht posiadał żagle o powierzchni podstawowej 7,5 m²
Począwszy od dnia 01.09.2006 Międzynarodowe Stowarzyszenie Klasy L’Équipe wprowadziło nowy model ożaglowania, o zwiększonej do 8,3 m² powierzchni i grocie wykonanym z tkaniny laminatowej PEN. Wariant ten nazwano 'évolution'.
W roku 2010 nadal oba warianty  dopuszczone są do udziału w tych samych regatach.
W roku 2008 konstruktor zaproponował wersje 'benjamin'  przeznaczoną  do nauki żeglowania dla  dzieci w wieku  9-13 lat. Wyposażona jest ona w mechanizm rolfok, genaker  i grot z możliwością  refowania.
Zestawienie tych 3 wersji przedstawia tabela:

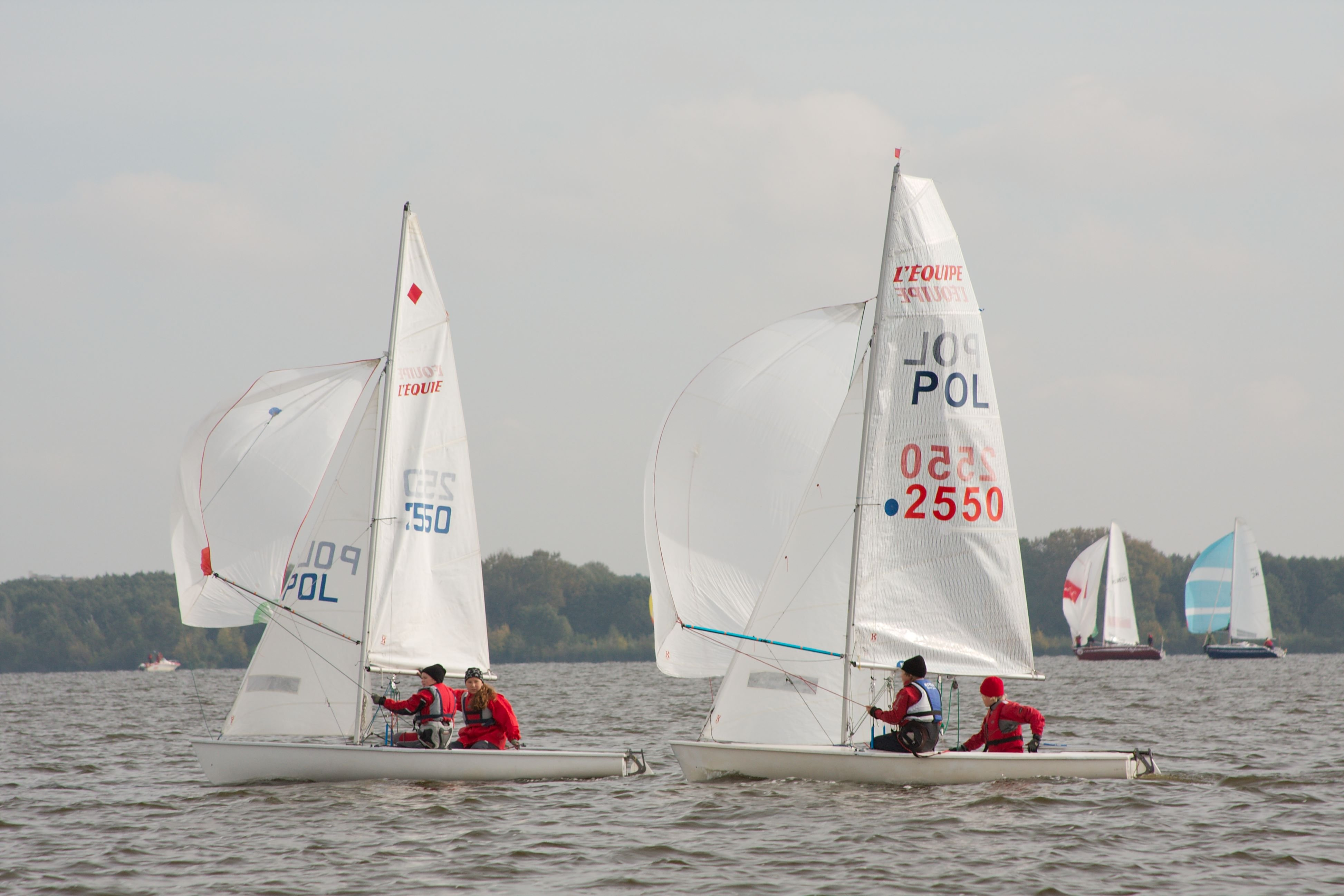
Po lewej stare (małe) ożaglowanie, po prawej nowe (duże) – Regaty Zegrze

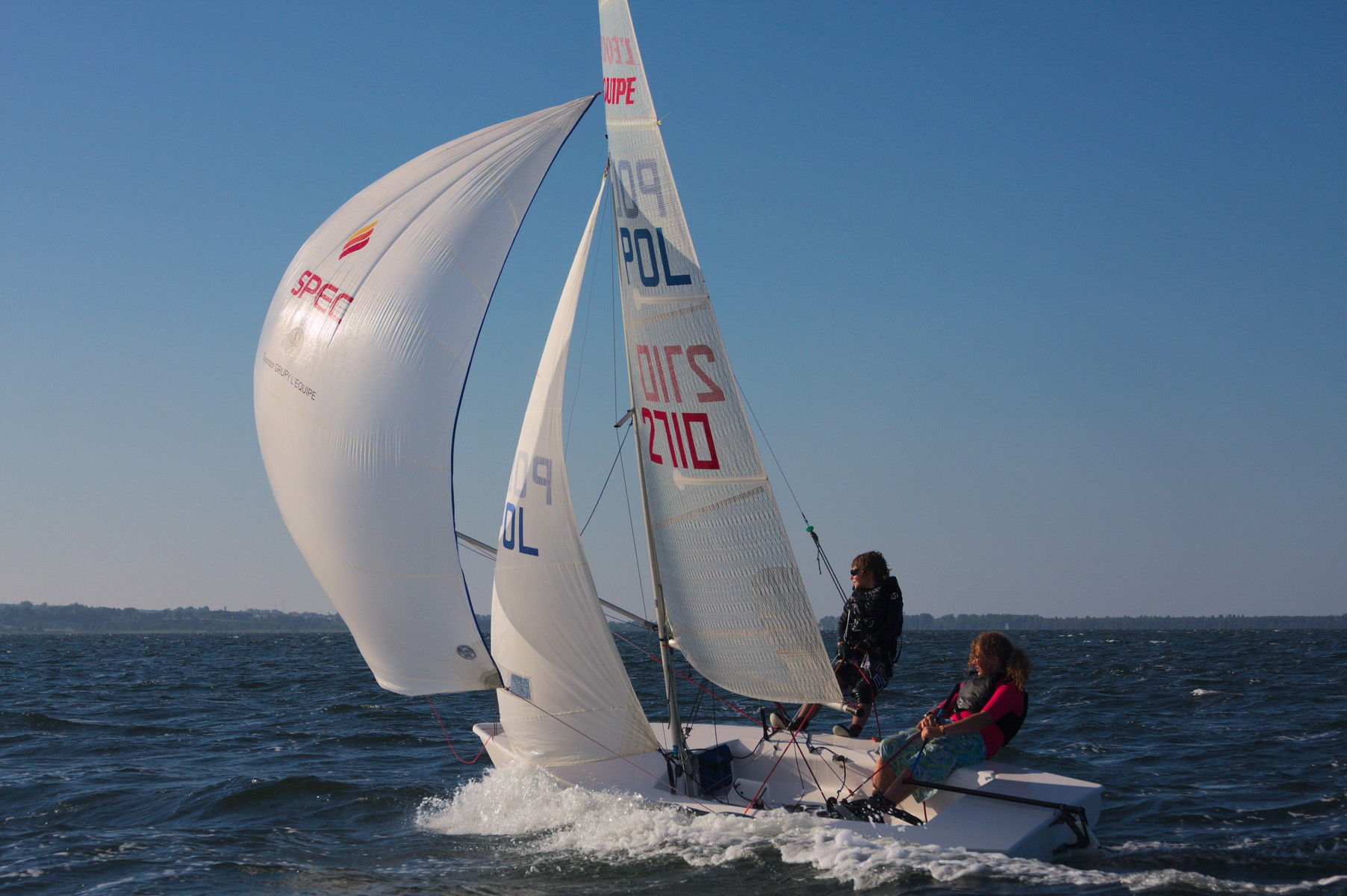
Jacht klasy L’Équipe évolution w ślizgu na kursie półwiatr. Trening, Zatoka Pucka.

|          | L’Équipe | L’Équipe évolution | L’Équipe benjamin |
| -------- | -------- | ------------------ | ----------------- |
| genua    | 3,0 m²   | 3,0 m²             | –                 |
| spinaker | 7,0 m²   | 7,5 m²             | –                 |
| grot     | 4,5 m²   | 5,3 m²             | 4,5 m²            |
| fok      | –        | –                  | 2,2 m²            |
| genaker  | –        | –                  | 6,0 m²            |